# Karoo suculent
El Karoo suculent és una ecoregió semidesèrtica de l'ecozona afrotropical (codi d’ecoregió: AT1322) que es desenvolupa al llarg de la costa oest de Namíbia i Sud-àfrica.

## Definició
El terme "Karoo suculent" fa referència a la part occidental del Karoo en oposició a la part oriental, el Karoo nama, que s'estén per la part central de la província del Cap del Nord a Sud-àfrica i la part oriental de la regió de Karas a Namíbia. Les dues ecoregions es distingeixen sobretot pel règim pluviomètric, amb pluges que cauen durant la temporada de fred ("hivern") al Karoo suculent i durant la temporada calenta ("estiu") al Karoo nama. Aquest darrer, situat principalment en un altiplà, té una altitud mitjana més elevada. El Karoo suculent cobreix una superfície de 102.700 km² de desert al sector sud-occidental del sud d'Àfrica. Més precisament, inclou la part occidental de la Província de Karas a Namíbia, l'extrem occidental de la província del Cap Nord a Sud-àfrica i, de forma molt fragmentada, la part nord-oest i central de la província del Cap Occidental, estenent-se cap al sud - a l'est d'aquesta última província.
Cal subratllar que aquestes dues ecoregions, en conjunt, constitueixen la regió històrico-geogràfica del Karoo, formada pel Gran i el Petit Karoo. El Karoo propi es troba completament a l'oest de Sud-àfrica, mentre que les dues ecoregions, el Karoo suculent i el Karoo Nama, també s'estenen més enllà del riu Orange i comprenen tot l'extrem sud de Namíbia.
Per confondre les coses encara més, la regió de Namaqualand, a Sud-àfrica, es troba gairebé íntegrament a l'ecoregió del Karoo suculent, i no a la del Karoo nama tal com podria suggerir el nom.

## Territori
Aquesta regió es caracteritza per un entorn àrid, una peculiaritat que comparteix amb l’únic altre punt "calent" completament desèrtic de la biodiversitat, el de la Banya d’Àfrica. Les precipitacions hivernals molt escasses varien entre 20 i 290 mm per any a tota la zona, però és possible distingir-ne dues zones. En primer lloc, Namaqualand, que forma una franja costanera al llarg de l’oceà Atlàntic que comprèn el sud de Namíbia i la província del Cap del Nord. Aquí les precipitacions es concentren a l’hivern i el clima càlid es veu mitigat per la influència de l’oceà, les aigües del qual es refreden considerablement pel corrent de Benguela. A causa d’aquest contrast de temperatures, es crea una gruixuda cortina de boira al llarg de la costa. La segona zona, anomenada Southern Karoo (sud del Karoo), es caracteritza per tenir pluges més irregulars, sobretot a la primavera i a la tardor, però presenta variacions climàtiques més pronunciades que Namaqualand. Això es deu, entre d'altres, a la llunyania del mar i a la naturalesa més muntanyosa d'aquesta regió, situada al nord del cinturó de plegaments del Cap (Cape Fold Belt), amb muntanyes que en alguns llocs superen els 1500 m d'altura i s'acosten al 2000 a Swartberg.
A aquest clima li devem una vegetació de tipus xèric formada per petites plantes arbustives amb prevalença de plantes suculentes. A diferència d’algunes regions més humides, com les sabanes, el Karoo acull nombroses plantes suculentes nanes compactes, amb poques ramificacions i sovint amb òrgans d’emmagatzematge subterrani. També trobem nombroses espècies de plantes bulboses, així com plantes herbàcies, sobretot a Namaqualand, on les pluges hivernals donen lloc a una explosió de colors en forma de catifa floral que ocupa extensos paisatges, tan grans com efímers. Les zones muntanyoses del sud del Karoo, més humides, suporten una vegetació arbustiva més espessa, amb una prevalença d’àloe arborescent.

## Flora

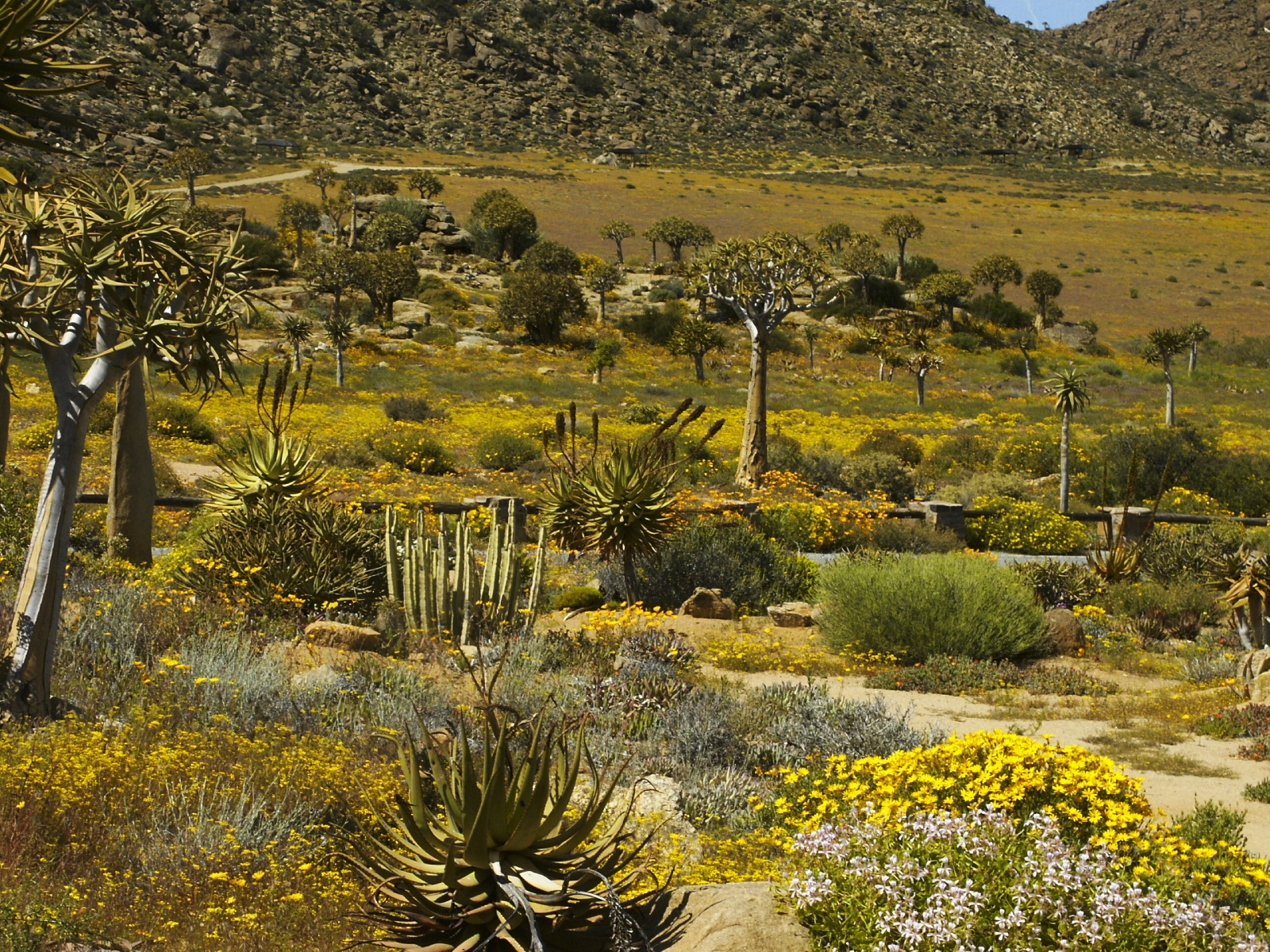
Aspecte del Namaqualand, formació inclosa en l'ecoregió.

El Karoo suculent és l'única Zona sensible de biodiversitat vegetal completament àrida. El nivell d’endemisme n'és extremadament alt: almenys 67 gèneres i més de 1.900 espècies són endèmiques de l'ecoregió. Molts d’ells estan amenaçats, a causa de l’àmbit extremadament restringit que ocupen i la pressió a la qual estan a causa del pasturatge, l'explotació minera i la recol·lecció il·legal de material per horticultura.
La regió es caracteritza principalment per l’abundància de plantes suculentes: s'han censat més de 1.700 espècies, que pertanyen majoritàriament a les famílies de les Aizoaceae (Conophytum, Drosanthemum, Lithops, Ruschia), Xanthorrhoeaceae (Aloe, Bulbine, Trachyandra) i Crassulaceae, en menor mesura per a altres famílies com Euphorbiaceae (Euphorbia) i Asteraceae (Dimorphotheca, Othonna). Cal destacar també la presència de plantes bulboses de les famílies Liliaceae (Lachenalia, Ornithogalum), Iridaceae (Babiana, Lapeirousia, Moraea, Romulea) i Amaryllidaceae (Brunsvigia, Hessea, Strumaria).
Contra aquesta riquesa d’espècies herbàcies hi ha una petita presència d’espècies arbòries (només una trentena d’espècies en la biocenosi) entre les quals es troben l’Aloe pillansii, l'Aloe dicotoma i Pachypodium namaquanum.

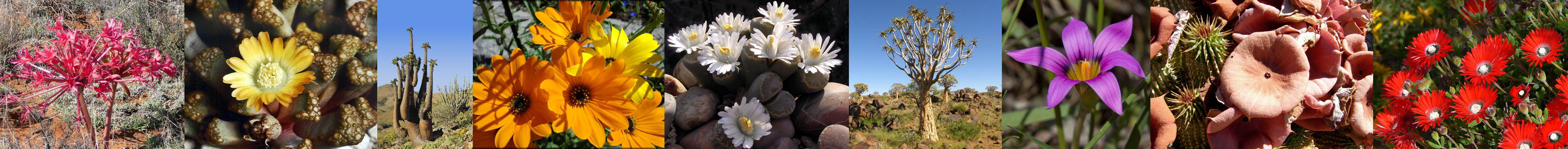
Panorama de la flora del Karoo succulent.D'esquerra a dreta: Brunsvigia orientalis, Titanopsis hugo-schlechteri, Pachypodium namaquanum, Dimorphotheca sinuata, Lithops julii, Aloe dichotoma, Romulea rosea, Hoodia gordonii, Drosanthemum speciosum.